# Jogos Centro-Americanos e do Caribe de 2010
Os Jogos Centro-Americanos e do Caribe de 2010 foram a vigésima primeira edição do evento multiesportivo realizado a cada quatro anos. O evento teve como sede principal Mayagüez, em Porto Rico, com competições realizadas em outros quinze municípios portorriquenhos e em quatro outros países.
A realização dos Jogos esteve ameaçada por fatores econômicos e políticos, como a renúncia do presidente do Comitê Organizador David Bernier e a falta de dinheiro para a conclusão das obras. Após uma intervenção governamental, em março de 2009 ficou assegurada a realização do evento.

## Marketing
O logotipo dos Jogos é formado por duas letras M sobrepostas, uma verde (representando as colinas da cidade) e uma azul (representando as águas da região). A composição forma uma pira que serve de base para uma chama representativa do fogo olímpico. As cores da chama (amarelo, laranja e vermelho) simbolizam o pôr-do-sol.
Mayi e Magüe foram as mascotes do evento. Caricaturas do fogo olímpico nas formas masculina e feminina, foram desenhadas com linhas curvas de modo a tornar as imagens atrativas tanto para crianças quanto para adultos. As cores das mascotes foram escolhidas em harmonia com as do logotipo.

## Cidades-sede

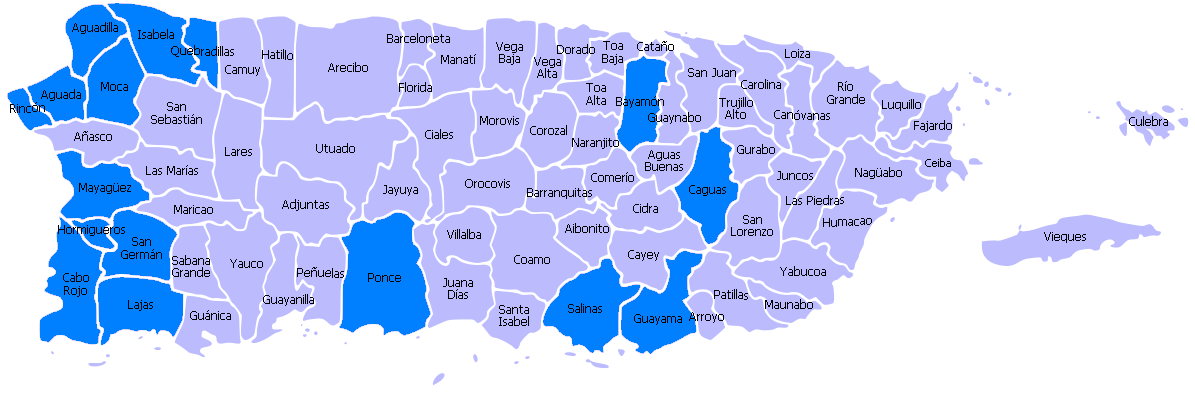
Mapa destacando os municípios portorriquenhos que receberam competições dos Jogos.

Sede principal 
- Mayagüez

Subsedes em Porto Rico
| - Aguada - Aguadilla - Bayamón | - Cabo Rojo - Caguas - Guayama | - Hormigueros - Isabela - Lajas | - Moca - Ponce - Quebradillas | - Rincon - San Germán - Salinas |

Subsedes em outros países
- Bogotá
- Cidade da Guatemala
- Georgetown
- Venezuela[8]

## Esportes

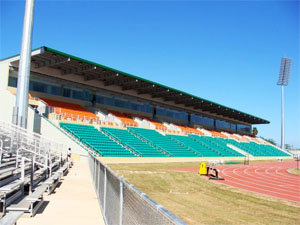
Estádio Centroamericano de Mayagüez, sede do atletismo.

As seguintes modalidades formaram o programa dos Jogos:
| - Atletismo - Badminton - Basquetebol - Beisebol - Boliche - Boxe - Canoagem - Caratê - Ciclismo - Esgrima - Esportes aquáticos - Esqui aquático - Futebol - Ginástica - Handebol - Hipismo - Hóquei sobre grama - Judô - Levantamento de peso | - Luta olímpica - Patinação - Pentatlo moderno - Raquetebol - Remo - Rugby - Softbol - Squash - Taekwondo - Tênis de mesa - Tênis - Tiro com arco - Tiro - Triatlo - Vela - Voleibol de praia - Voleibol |

## Países participantes
Trinta e um países participaram do evento:
| - Antígua e Barbuda - Antilhas Holandesas - Aruba - Bahamas - Barbados - Belize - Bermudas - Colômbia - Costa Rica - Dominica - El Salvador | - Granada - Guatemala - Guiana - Haiti - Honduras - Ilhas Caimã - Ilhas Virgens Americanas - Ilhas Virgens Britânicas - Jamaica - México | - Nicarágua - Panamá - Porto Rico - República Dominicana - Santa Lúcia - São Cristóvão e Neves - São Vicente e Granadinas - Suriname - Trinidad e Tobago - Venezuela |

## Quadro de medalhas
País sede destacado.
| Ordem | País                     | Medalha de ouro | Medalha de prata | Medalha de bronze | Total |
| ----- | ------------------------ | --------------- | ---------------- | ----------------- | ----- |
| 1     | México                   | 133             | 129              | 122               | 384   |
| 2     | Venezuela                | 114             | 104              | 104               | 322   |
| 3     | Colômbia                 | 100             | 84               | 76                | 260   |
| 4     | Porto Rico               | 48              | 44               | 75                | 167   |
| 5     | República Dominicana     | 31              | 37               | 65                | 133   |
| 6     | Jamaica                  | 15              | 10               | 17                | 42    |
| 7     | Guatemala                | 14              | 20               | 36                | 70    |
| 8     | Trindade e Tobago        | 9               | 11               | 13                | 33    |
| 9     | El Salvador              | 8               | 21               | 32                | 61    |
| 10    | Bahamas                  | 7               | 5                | 6                 | 18    |
| 11    | Barbados                 | 3               | 2                | 5                 | 10    |
| 12    | Panamá                   | 2               | 3                | 11                | 16    |
| 13    | Antilhas Holandesas      | 2               | 3                | 2                 | 7     |
| 14    | Ilhas Cayman             | 2               | 2                | 3                 | 7     |
| 15    | Costa Rica               | 1               | 5                | 16                | 22    |
| 16    | Guiana                   | 1               | 3                | 6                 | 10    |
| 17    | Bermudas                 | 1               | 1                | 3                 | 5     |
| 18    | Ilhas Virgens Britânicas | 1               |                  |                   | 1     |
|       | Santa Lúcia              | 1               |                  |                   | 1     |
| 20    | Haiti                    |                 | 2                | 4                 | 6     |
| 21    | U.S. Ilhas Virgens       |                 | 2                |                   | 2     |
| 22    | Aruba                    |                 | 1                | 1                 | 2     |
| 23    | Antígua e Barbuda        |                 | 1                |                   | 1     |
|       | Granada                  |                 | 1                |                   | 1     |
| 25    | Nicarágua                |                 |                  | 4                 | 4     |
| 26    | Honduras                 |                 |                  | 3                 | 3     |
| 27    | São Cristóvão e Nevis    |                 |                  | 1                 | 1     |
|       | Suriname                 |                 |                  | 1                 | 1     |
| TOTAL | TOTAL                    | 493             | 491              | 606               | 1 590 |